# Thomas H. Rich
Thomas Hewitt Rich, auch Tom Rich, (* 30. Mai 1941 in Evanston, Illinois) ist ein australischer Wirbeltier-Paläontologe.
Rich ist ursprünglich US-Amerikaner, wuchs in Südkalifornien und Texas auf, studierte an der University of California, Berkeley (bei Ruben Arthur Stirton), mit Bachelorabschluss 1964 und Masterabschluss 1967, und wurde 1973 an der Columbia University über fossile Igel auf der Nordhalbkugel promoviert. Während des Studiums war er 1964 bis 1967 Computer-Programmierer am Lawrence Berkeley National Laboratory. 1971 bis 1973 war er Labortechniker im American Museum of Natural History in New York City. Er kam mit seiner Frau Patricia Vickers-Rich (heute Professor an der Monash University) Anfang der 1970er Jahre nach Australien, wo seine Frau als Post-Doktorandin auf der Suche nach Vogelfossilien war. Er ist Senior Curator für Wirbeltier-Paläontologie am Melbourne Museum (früher Museum of Victoria genannt) in Melbourne, an dem er seit 1974 ist.
Er befasst sich insbesondere mit frühen Säugern, speziell der Kreidezeit in den alten Gondwana-Kontinenten der Südhalbkugel (nach denen er aber zuerst zwei Jahrzehnte in Australien vergeblich suchte). Er war mit seiner Frau Patricia Vickers-Rich in den 1980er und 1990er Jahren wesentlich an der Aufdeckung einer reichhaltigen Säuger und Dinosaurier Fauna beteiligt, die existierte als Australien zusammen mit der Antarktis sich in polaren Regionen befand (in der frühen Kreide vor etwa 110 Millionen Jahren). Das Klima war zwar gemäßigter als heute, es gab aber trotzdem lange Zeiten der Dunkelheit und auch Frost (wie zum Beispiel Kryoturbation in den Schichten zeigt). Erste Dinosaurier Funde wurden (an der besonders fundträchtigen Küste von Victoria (Australien)) in Australien 1903 durch den Geologen William Hamilton Ferguson gemacht. Das Ehepaar Rich grub jahrzehntelang (ab 1984) in den Küstenklippen von Victoria, speziell im Dinosaur Cove beim Great Otway National Park an der Südspitze Australiens (nahe Inverloch), wo die Otway Ranges an die Küste grenzen (Flat Rocks). Dazu gruben und sprengten sie unterstützt durch Amateur-Paläontologen als freiwilligen Helfern Tunnel in die Küstenklippen.
Meist wurden Hypsilophodontidae gefunden, aber auch Spuren von Theropoden (wie eine Fußspur 2007). 2009 wurde einer der von ihnen gefundenen Fossilien auch als vom Tyrannosaurus identifiziert, dem ersten Nachweis desselben auf der Südhalbkugel.
Außer in Australien grub er auch in Alaska und Patagonien aus.
Beide benannten unter anderem Serendipaceratops (2003), Leaellynasaura (1989, ein Hypsilophodont) und Timimus (1993) (beide nach ihren Kindern Leaellyn und Tim), Atlascopcosaurus (1989), Quantassaurus (1999), benannt nach der australischen Fluggesellschaft Qantas. Rich fand einen Schädel von Leaellynasaura, der mit einem besonders großen visuellen Bereich darauf hinweist, dass die Tiere sich an die teilweise Dunkelheit in der polaren Region anpassten. Bei größeren Arten wird eine saisonale Wanderschaft vermutet im polaren Winter. Mit Fernando Novas erstbeschrieb das Ehepaar auch Tyrannotitan aus Argentinien.
Er benannte auch den zur Zeit der Dinosaurier vor 115 Millionen Jahren bisher lebenden ältesten Säuger Australiens Ausktribophenos nyktos, 1997 bei Melbourne entdeckt. Es war kein Beuteltier.
2010 erhielt er mit seiner Frau den Committee for Research and Exploration Chairman’s Award der National Geographic Society.
Rich ist australischer Staatsbürger. Er ist seit 1966 verheiratet und hat die Kinder Timothy und Leaellyn.

## Schriften
- mit Patricia Vickers-Rich A century of Australian Dinosaurs, Queen Victoria Museum and Art Gallery, Launceston, Tasmania, 2003
- Polar dinosaurs of Australia, Museum Victoria Nature Series, 2007
- mit Patricia Vickers-Rich, Peter Trusler The Artist and the Scientists: Bringing Prehistory to Life, Cambridge University Press 2010
- mit Patricia Vickers-Rich Dinosaurs of Darkness, Indiana University Press 2000
- mit Patricia Vickers-Rich Wildlife of Gondwana, Indiana University Press 1991
- Deltatheridia, Carnivora, and Condylarthra (Mammalia) of the early Eocene, Paris Basin, France, University of California Publications in the Geological Sciences, Band 88, 1971
- mit Donald L. Rasmussen New North American erinaceine hedgehogs (Mammalia: Insectivora), Museum of Natural History, University of Kansas, Lawrence 1973
- Origin and history of the Erinaceinae and Brachyericinae (Mammalia, Insectivora) in North America , American Museum of Natural History 1981
- mit Patricia Vickers-Rich Dinosaurs of the Antarctic, Scientific American Special Edition: Dinosaurs and other monsters, 2004, S. 40–47